# Huân chương Rama
Huân chương Danh dự Rama (tiếng Thái: เครื่องราชอิสริยาภรณ์อันมีศักดิ์รามาธิบดี; RTGS: Khrueang Ratcha-itsariyaphon An Mi Sak Ramathibodi) là một huân chương danh dự của Vương quốc Thái Lan. Nó được thành lập vào ngày 22 tháng 7 năm 1918 bởi Quốc vương Rama VI, dùng để được trao tặng cho những quân nhân có thành tích đặc đặc biệt trong thời bình hoặc thời chiến.

## Các hạng
| Ribbon | Hạng | Danh hiệu                                                            | Tước hiệu | Thứ tự ưu tiên                                  | Sử dụng |
| ------ | ---- | -------------------------------------------------------------------- | --------- | ----------------------------------------------- | --- |
|        | I    | เสนางคะบดี (RTGS: Senangkhabodi)                                      | ส.ร.      | 7                                               | Insignia consists of a pendant, on a black sash with red trim, worn over the right shoulder to the left hip. Also a star, worn on the left chest. |
|        | II   | มหาโยธิน (RTGS: Maha Yothin)                                          | ม.ร.      | 14                                              | Insignia consists of a pendant, worn on a silk band on the collar. Also a star, worn on the right chest.                                          |
|        | III  | โยธิน (RTGS: Yothin)                                                  | ย.ร.      | 19                                              | Insignia consists of a pendant, worn on a silk band on the collar.                                                                                |
|        | IV   | อัศวิน (RTGS: Atsawin)                                                 | อ.ร.      | 22                                              | Insignia consists of a pendant, worn on a silk band on the left chest.                                                                            |
|        | V    | เหรียญรามมาลาเข็มกล้ากลางสมร (RTGS: Rian Ram Mala Khem Kla Klang Samon) | ร.ม.ก.    | The Highest of Medal for Acts of Bravery        | Insignia consists of a silver medal with bar. |
|        | VI   | เหรียญรามมาลา (RTGS: Rian Ram Mala)                                   | ร.ม.      | 2nd of the Highest of Medal for Acts of Bravery | Insignia consists of a silver medal. |

## Người nhận được chọn
- Sarit Thanarat
- Thanom Kittikachorn
- Praphas Charusathien
- Prem Tinsulanonda[2]
- Chavalit Yongchaiyudh[2]
- Arthit Kamlang-ek[2]
- Seripisut Temiyavet
- Surayud Chulanont
- Prayuth Chan-ocha[2]
- Thanasak Patimaprakorn
- Francisco Franco[3]
- Sompien Eksomya[4]